# Yoshinori Doi
Yoshinori Doi (jap. 土居 義典, Doi Yoshinori; * 2. April 1972 in der Präfektur Tokushima) ist ein ehemaliger japanischer Fußballspieler.

## Karriere
Doi erlernte das Fußballspielen in der Schulmannschaft der Tokushima High School und der Universitätsmannschaft der Universität Tsukuba. Seinen ersten Vertrag unterschrieb er 1995 bei den Otsuka Pharmaceutical. Der Verein spielte in der zweithöchsten Liga des Landes, der Japan Football League. Für den Verein absolvierte er 44 Spiele. 1997 wechselte er zum Ligakonkurrenten Kawasaki Frontale. 1999 wurde er mit dem Verein Meister der J2 League und stieg in die J1 League auf. 2000 erreichte er das Finale des J.League Cup. Am Ende der Saison 2000 stieg der Verein in die J2 League ab. Für den Verein absolvierte er 67 Spiele. 2002 kehrte er zu Otsuka Pharmaceutical zurück. Ende 2002 beendete er seine Karriere als Fußballspieler.

## Erfolge
Kawasaki Frontale
- J.League Cup

Finalist: 2000